# Plebicula correpta
Plebicula correpta är en fjärilsart som beskrevs av Ruggero Verity 1920. Plebicula correpta ingår i släktet Plebicula och familjen juvelvingar. Inga underarter finns listade i Catalogue of Life.